# Нови Кортен
Нови Корте́н (на молдовски: Cortenul Nou) е село, разположено в Тараклийски район, Молдова. Мнозинството от населението на селото е съставено от етнически българи.